# زیگ زاوئر پی۳۲۰
زیگ زاوئر پ۳۲۰ (به آلمانی: SIG Sauer P320) پیستول نیمه‌خودکاری است که توسط شرکت‌های اسلحه‌سازی زاوئر و پسران و زیگ زاوئر اکسیتر، نیوهمپشایر ساخته شده‌است. این اسلحه توسعه‌یافتهٔ مدل زیگ زاوئر پ۲۵۰ است که در آن به جای سگک سوزن چکاننده طراحی شده‌است. پ ۳۲۰ برای چهار کالیبر متفاوت ۹میلی‌متری، .40 S&W، .357 SIG و .45 ACP ساخته شده‌است.

## جایگزینی
ارتش آمریکا در نظر دارد این سلاح کمری را با اسلحه برتا ام۹ سلاح سازمانی ارتش خود جایگزین کند

## به‌کاربرندگان
- ایالات متحده آمریکا
- تایلند